# Барон Бакхерст
Барон Бакхерст (англ. Baron Buckhurst) — английский дворянский титул, известный с 1567 года.

## История титула
Впервые титул был создан в 1567 году для Томаса Сэквилла. В 1604 году он получил также титул графа Дорсета. Один из его потомков, Лайонел Крэнфилд Сэквилл, 7-й граф Дорсет и 7-й барон Бакхерст, в 1720 году был сделан 1-м герцогом Дорсета. Последним носителем титула графа и герцога Дорсета и барона Бакхерста был Чарльз Сэквилл-Жермен, 5-й герцог и 11-й граф Дорсет, 11-й барон Бакхерст, умерший в 1843 году, после чего титулы оказались выморочными и исчезли.
27 апреля 1864 года был воссоздан для Элизабет Сэквилл-Уэст, дочери Джона Фредерика Сэквилла, 3-го герцога Дорсета и 9-го барона Бакхерста, в замужестве графиня де ла Варр. Она получила его в личное владение. Чтобы не было объединения титула барона Бакхерста с титулом графа де ла Варр, королева Виктория оговорила, чтобы его после смерти матери унаследовал второй выживший сын, Реджинальд, в то время как титул графа де ла Варра унаследовал старший, Чарльз. Но Чарльз умер бездетным в 1873 году, после чего Реджинальд унаследовал и титул графа де ла Варра. На титул барона Бакхерста предъявил права Мортимер, младший брат Реджинальда, однако парламент отверг его претензии, оставив титул Реджинальду. Позже для Мортимера был создан титул барона Сэквилла. В качестве титула учтивости наследник графа де ла Варр использовал титул лорда Бакхерста.
В настоящее время носителем титула является Уильям Гербранд Сэквилл, 11-й граф и 17-й барон де ла Варр, 11-й виконт Кантелуп и 6-й барон Бакхерст. Титул лорда Бакхерста в качестве титула учтивости носит его старший сын и наследник Уильям Гербранд Томас Сэквилл.

## Список баронов Бакхерст

### Бароны Бакхерст (1567)
- 1567—1608: Томас Сэквилл (1536 — 19 апреля 1608), 1-й барон Бакхерст с 1567, 1-й граф Дорсет с 1604, лорд-казначей с 1599
- 1608—1609: Роберт Сэквилл (1561 — 25 февраля 1609), 2-й граф Дорсет и 2-й барон Бакхерст с 1608, сын предыдущего
- 1609—1624: Ричард Сэквилл (28 марта 1589 — 28 марта 1624), 3-й граф Дорсет и 3-й барон Бакхерст с 1609, сын предыдущего
- 1624—1652: Эдвард Сэквилл (1590 — 18 июля 1652), 4-й граф Дорсет и 4-й барон Бакхерст с 1624, брат предыдущего
- 1652—1667: Ричард Сэквилл (16 сентября 1622 — 1667), 5-й граф Дорсет и 5-й барон Бакхерст с 1652, сын предыдущего
- 1667—1705: Чарльз Сэквилл (24 января 1637 — 29 января 1705), 6-й граф Дорсет и 6-й барон Бакхерст с 1667, сын предыдущего
- 1705—1765: Лайонел Крэнфилд Сэквилл (18 января 1688 — 10 октября 1765), 7-й граф Дорсет и 7-й барон Бакхерст с 1705, 1-й герцог Дорсет с 1720, сын предыдущего
- 1765—1769: Чарльз Сэквилл (6 февраля 1710 — 6 января 1769), 2-й герцог и 8-й граф Дорсет, 8-й барон Бакхерст с 1765, сын предыдущего
- 1769—1799: Джон Фредерик Сэквилл (25 марта 1745 — 19 июля 1799), 3-й герцог и 9-й граф Дорсет, 9-й барон Бакхерст с 1769, племянник предыдущего
- 1799—1815: Джордж Джон Фредерик Сэквилл (15 ноября 1793 — 14 февраля 1815), 4-й герцог и 10-й граф Дорсет, 10-й барон Бакхерст с 1799, сын предыдущего
- 1815—1843: Чарльз Сэквилл-Жермен (27 августа 1767 — 29 июля 1843), 2-й виконт Сэквилл с 1785, 3-й герцог и 9-й граф Дорсет, 9-й барон Бакхерст с 1769, внук Лайонела Сэквилла, 1-го герцога Дорсета

### Бароны Бакхерст из Бакхерста (1864)
- 1864—1870: Элизабет Сэквилл-Уэст (11 августа 1795 — 9 января 1870), 1-я баронесса Бакхерст с 1864, дочь Джона Фредерика Сэквилла, 3-го герцога Дорсета и 9-го барона Бакхерста
- 1870—1896: Реджинальд Сэквилл (21 февраля 1817 — 5 февраля 1896), 2-й барон Бакхерст с 1870, 7-й граф и 13-й барон де ла Варр, 7-й виконт Кантелуп с 1873, сын предыдущей
- 1896—1915: Гилберт Джордж Реджинальд Сэквилл (22 марта 1869 — 16 декабря 1915), 8-й граф и 14-й барон де ла Варр, 8-й виконт Кантелуп и 3-й барон Бакхерст с 1896, сын предыдущего
- 1915—1976: Эрбранд Эдвард Дандональд Брейсей Сэквилл (20 июня 1900 — 28 января 1976), 9-й граф и 15-й барон де ла Варр, 9-й виконт Кантелуп и 4-й барон Бакхерст с 1915, сын предыдущего
- 1976—1988: Уильям Гербранд Сэквилл (16 октября 1921 — 9 февраля 1988), 10-й граф и 16-й барон де ла Варр, 10-й виконт Кантелуп и 5-й барон Бакхерст с 1976, сын предыдущего
- с 1988: Уильям Гербранд Сэквилл (род. 10 апреля 1948), 11-й граф и 17-й барон де ла Варр, 11-й виконт Кантелуп и 6-й барон Бакхерст с 1988, сын предыдущего
  - Уильям Гербранд Томас Сэквилл (род. 13 июня 1979), лорд Бакхерст с 1988